# デーモン・コア
デーモン・コア（demon core）は、アメリカの核兵器開発プロジェクト「マンハッタン計画」で、初期の原子爆弾の核分裂性コアとして製造されたプルトニウムの未臨界塊である。直径89mmの球状で重量は6.2kg。1945年8月21日と1946年5月21日の2度、臨界状態に達する事故が発生した。
このコアは、日本に投下される可能性のある第3の核兵器に使用される予定だったが、日本の降伏によりその必要がなくなったため、実験に使用された。炉心は、爆弾の爆発を確実にするために、わずかな安全マージンをとって設計された。炉心が実際に臨界点に近づいていることを確認するための1945年と1946年にロスアラモス研究所で行われた実験で、誤って一時的に臨界状態になり、科学者であるハリー・ダリアンとルイス・スローティンが急性放射線障害で死亡している。この事件以降、球状のプルトニウム製のコアは「デーモン・コア（悪魔の核）」と呼ばれるようになった。

## 歴史

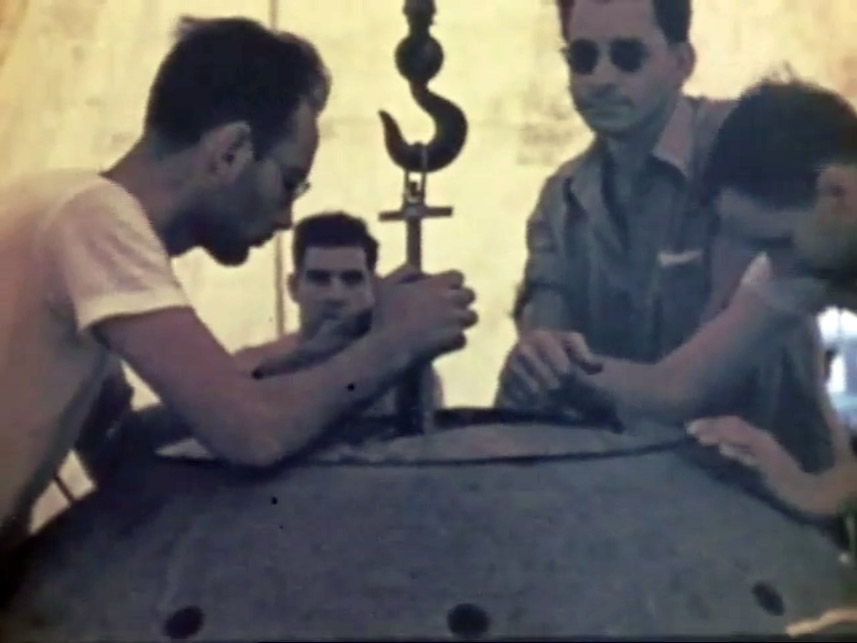
トリニティ実験でのハリー・ダリアン（中央左）とルイス・スローティン（中央右）の二人の物理学者

デーモン・コアは、長崎に投下された2号コアと同様に、直径89mm、重さ6.2kgの球体である。プルトニウム・ガリウム製の2つの半球体とリングの3つの部分で構成されており、爆縮時に球体間の接合面から中性子束が噴出しないようになっている。1945年7月にアラモゴード爆撃・射撃場で行われたトリニティ実験で使用されたコアには、このようなリングはなかった
。
精製されたプルトニウムは、ワシントン州のハンフォード・サイトからロスアラモス研究所に輸送された。8月30日付の目録文書によると、ロスアラモス研究所は "HS-1, 2, 3, 4; R-1" （トリニティ核実験と長崎での使用分）を使い切っており、 "HS-5, 6; R-2" は完成して品質管理の手に渡っていた。"HS-7、R-3 "の材料はロスアラモスの冶金セクションにあり、9月5日までに完成する予定だった（この時期に、未発表の「HS-8」を製作して4番目のコアを完成させることができたかどうかは定かではない）。 冶金担当者は、プルトニウムのδ相同素体を安定させ、ホットプレスで目的の球形にできるようにするため、プルトニウム-ガリウム合金を使用した。プルトニウムは腐食しやすいことがわかったので、球体はニッケルでコーティングされた。
8月10日、レズリー・グローヴス少将は、アメリカ陸軍参謀総長ジョージ・C・マーシャル将軍に手紙で次のように伝えている。
次の爆縮形式の爆弾は、1945年8月24日以降の最初の好天時に標的に投下できるように予定されている。我々は、製造に4日を費やし、8月12日か13日にニューメキシコから最終部品を出荷する予定である。製造、戦地への輸送、戦地到着後に不測の事態が発生しなければ、8月17日か18日以降の最初の好天時に爆弾の納入が可能である。
マーシャルは、ハリー・S・トルーマン大統領が最初の2回の原爆投下の効果を確認するのを待っていたため、「大統領の明確な権限なしには日本に投下してはならない」という注釈を付けた。
8月13日時点で、8月16日には完成し、8月19日に投下される予定であった。しかし、1945年8月15日にカートランド飛行場への輸送準備が進められている間に、日本が降伏した。
その後、この3番目のコアはロスアラモスに残された。

## 最初の臨界事故

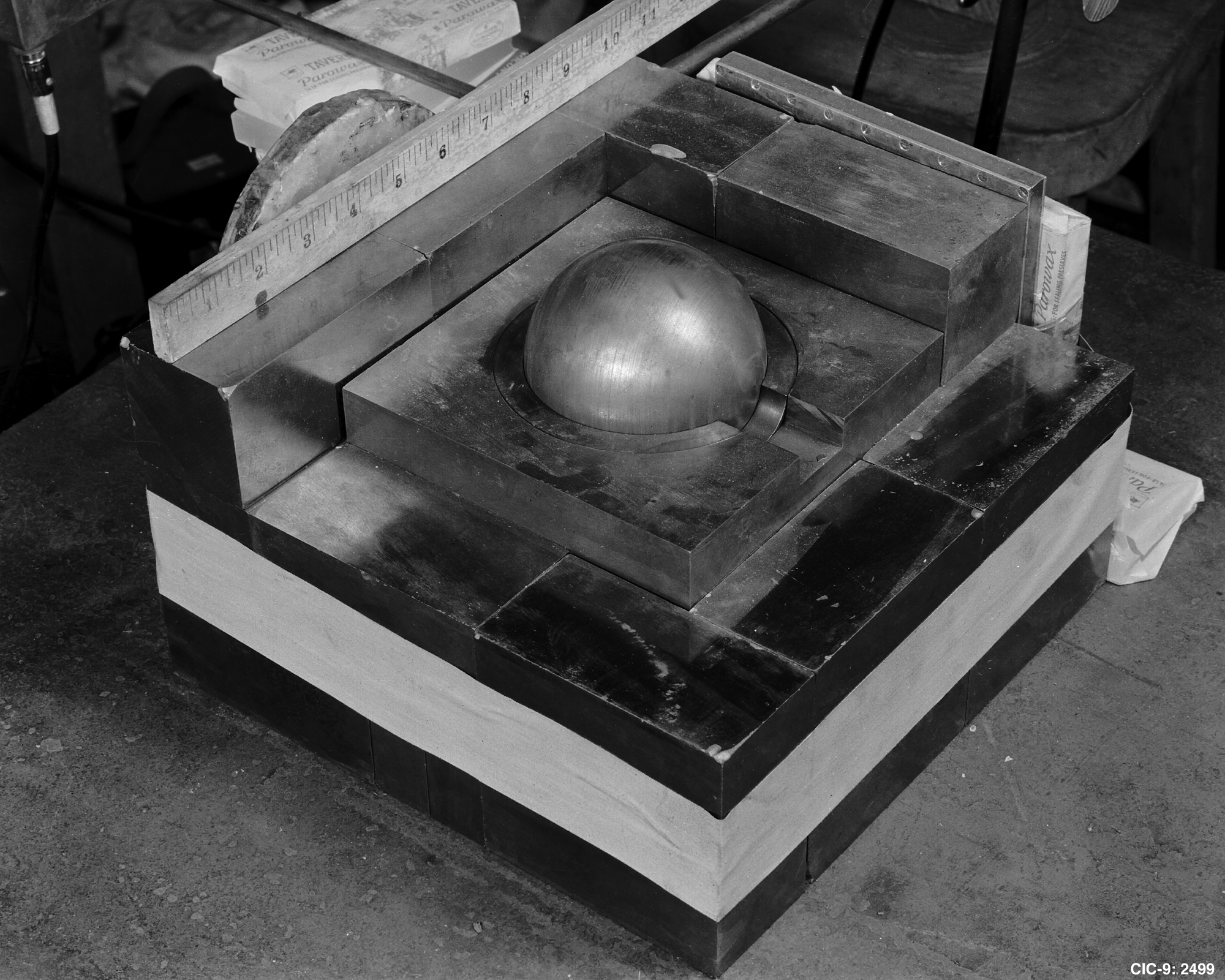
事故後に撮影されたダリアンの臨界事故時の状況の再現写真。球体のデーモン・コアは炭化タングステンのブロックで周囲を一部囲まれている

コアの設計には外的要因による反応度の上昇に対する安全マージンがごくわずかしかなかったため、反応度の高まりにより臨界状態に至り、さらには即発臨界へと至る結果となった。
ロスアラモス研究所で行われたこの2つの死亡事故につながる実験は、この反射板を配置し、どれだけ中性子を反射させれば臨界状態に近づくかを確認することで、実際に炉心が臨界点に近づいているかを確かめるためのものであった。
1945年8月21日、物理学者のハリー・ダリアンは、プルトニウム塊の周囲に中性子反射体である炭化タングステンのブロックを積み重ねて徐々に臨界に近づけるという中性子反射体の実験を行っていた。ブロックをコアに近付けすぎると即座に臨界状態に達して核分裂反応が始まり、大量の中性子線が放出されるため、失敗は許されない大変危険な実験であった。しかしブロックをプルトニウム塊の上に落下させ、核分裂反応を生じさせてしまった。急いでブロックをプルトニウム塊の上から離したものの、致死量の放射線（推定5.1シーベルト）を被曝してしまい、急性放射線障害のため25日後に死亡した。
ダリアンは一人で作業していたが、もう一人警備員のロバート・J・ヘマーリー(Robert J. Hemmerly)一等兵は、3から4メートル離れた机に座っていた。
| 氏名                    | 出身                         | 年齢 | 職業                | 後遺症                                                       | 出典   |
| ----------------------- | ---------------------------- | ---- | ------------------- | ------------------------------------------------------------ | ------ |
| ハリー・ダリアン        | コネチカット州ニューロンドン | 24   | 物理学者            | 事故後25日目に急性放射線障害（造血器障害型）で死亡。         | [ 11 ] |
| ロバート・J・ヘマーリー | オハイオ州ホワイトホール     | 29   | 特別技術者派遣(SED) | 1978年、急性骨髄性白血病のため62歳で死去（事故から33年後）。 | [ 11 ] |

## 第二の臨界事故

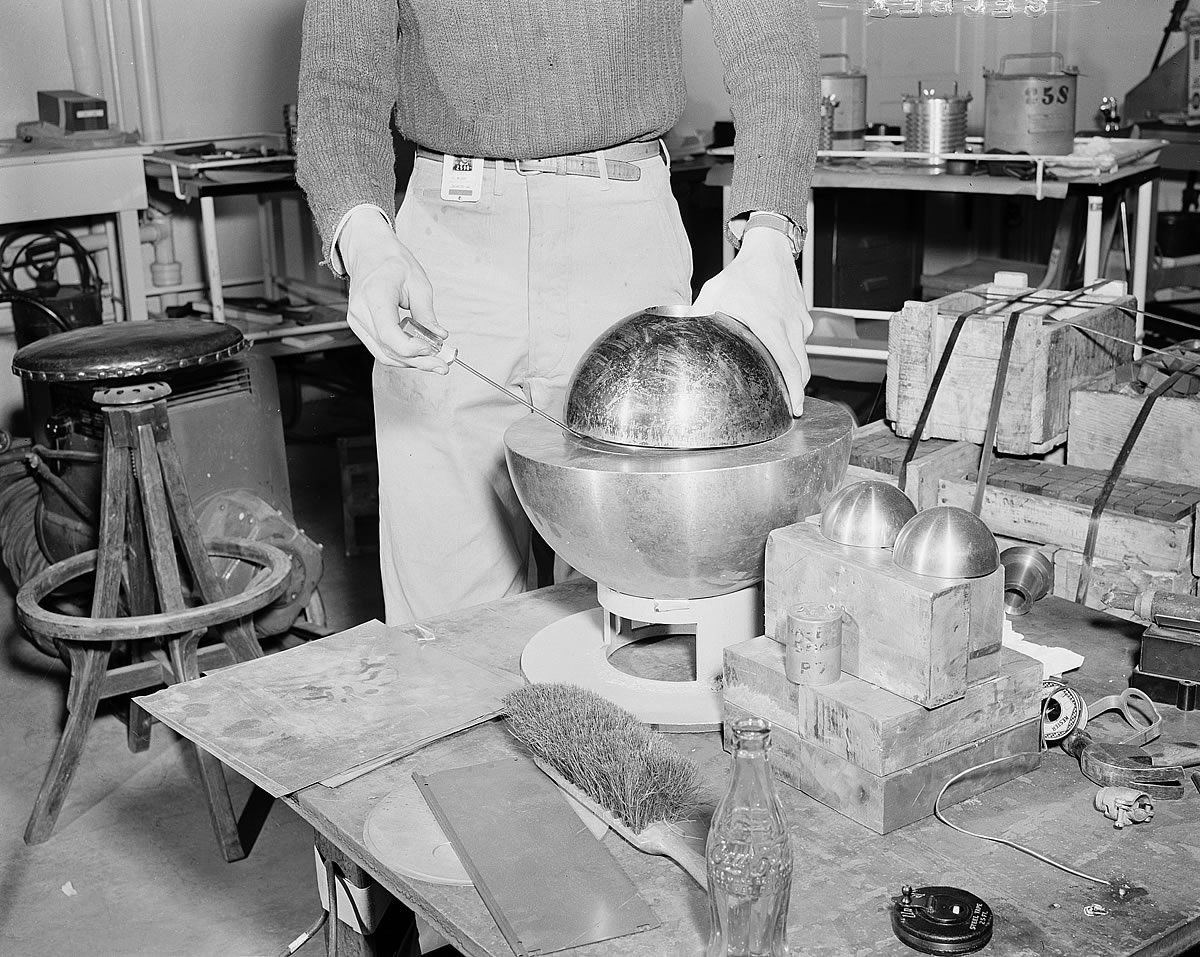
事故後に撮影されたスローティンの臨界事故時の状況の再現写真。スローティンはマイナスドライバーを持って、デーモン・コアが入ったベリリウム製の半球を動かしていた。デーモン・コア自体はベリリウムの半球で覆われており、この写真では直接写っていない

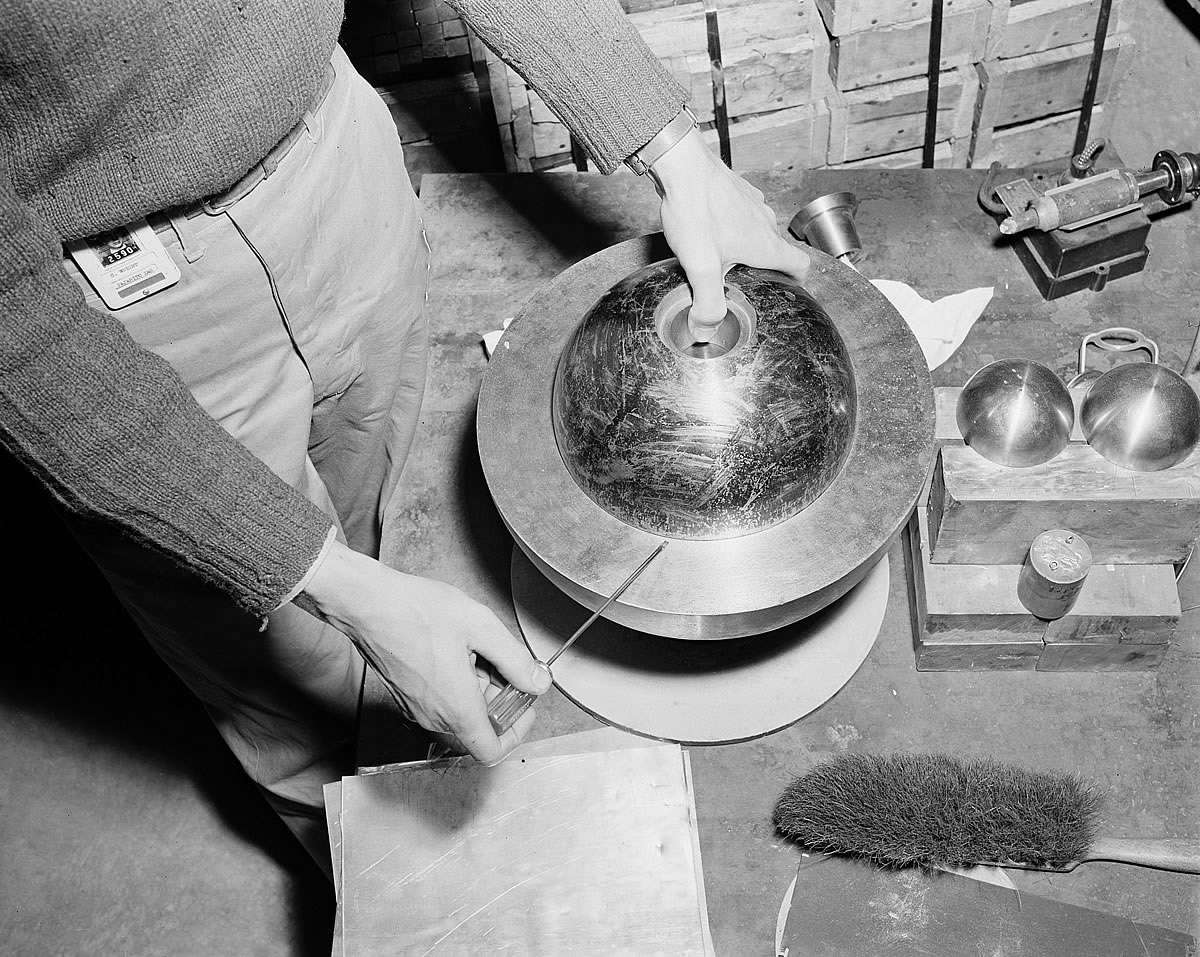

1946年5月21日、ロスアラモス研究所で、カナダ出身の物理学者ルイス・スローティンとその同僚らが、中性子反射体（ベリリウム）と核分裂性物質（デーモン・コア）を接近させて、臨界状態が発生する距離の測定実験を行っていた。スローティンらは球体状にしたベリリウムを分割して二つの半球状にし、その中央にデーモン・コアを組み込んだ。そして、ベリリウムの半球の上半分と下半分との間にマイナスドライバーを挟み込み、ドライバーを動かして上半分の半球をコアに近づけたり離したりしながらシンチレーション検出器で相対的な比放射能を測定していた。挟みこんだドライバーが外れて二つの半球が完全に接触すると、デーモン・コアは即座に臨界に達し、大量の中性子線が放出してしまう大変危険な実験であった。小さなミスも許されない危険性から、リチャード・ファインマンが「ドラゴンの尻尾をくすぐるようなものだ」（"tickling the dragon's tail"）と批判し、他のほとんどの研究者は実験への参加を拒否したほどであった。
しかし、功名心の強いスローティンは皆の先頭に立ってこの実験を実施し、エンリコ・フェルミも「そんな調子では年内に死ぬぞ」と忠告していたと言われる。
そしてこの実験でスローティンが手を滑らせ、挟みこんだドライバーが外れて二つの半球が完全にくっつくと同時にデーモン・コアから青い光が放たれ、スローティンの体を熱波が貫いた。コアが臨界状態に達して大量の中性子線が放出されたことに気づいたスローティンは、あわてて半球の上半分を払いのけ、連鎖反応をストップさせ他の研究者たちの命を守ろうとした。反射体とコアの接触時間が比較的短かったため、最初の事故では反応度が15セント超過したのに対し、第二の事故では約10セントの超過だったと推定されている。彼は文字通り皆の先頭に立って実験を行っていたため、他の研究者たちへの放射線をさえぎる形で大量の放射線を浴びてしまった。彼はわずか1秒の間に致死量（21シーベルト）の中性子線とガンマ線を浴び、放射線障害のために9日後に死亡した。
スローティンの間近にいた同僚のアルバン・グレイブスも中性子線の直撃を受けたが、スローティンの肩越しにデーモン・コアを見ていたため、中性子線がスローティンの体によって遮られ、数週間の入院で退院した。しかし、少なからぬ吸収線量によって後遺症（慢性の神経障害と視覚障害）が残り、事故から20年後に心臓発作で死亡するまで生涯苦しむことになった。
その他の研究者たちはデーモン・コアから十分離れていたため、無事であったが、それでも一部の研究員には白血病などの被曝と関連が疑われる症状が見られた。

### 医学的研究
同僚の健康状態について追跡調査が行われた。
初期の報告書は1951年に発表され、その後アメリカ政府のためにまとめられ、1979年に提出された。
以下はその調査結果の要約である。
| 氏名                          | 出身                               | 年齢 | 職業                             | 後遺症 | 出典          |
| ----------------------------- | ---------------------------------- | ---- | -------------------------------- | --- | ------------- |
| ルイス・スローティン          | ウィニペグ                         | 35   | 物理学者                         | 事故後9日目に急性放射線障害、胃腸障害で死亡                                                                                                 | [ 12 ]        |
| アルバン・グレイブス          | オースティン(テキサス州)           | 34   | 物理学者                         | 1965年（事故から19年後）、スキー中に粘液水腫と白内障を併発した心筋梗塞で死去。                                                              | [ 10 ]        |
| Samuel Allan Kline            | シカゴ                             | 26   | 物理学を学んだ後、弁理士となる。 | 2001年（事故から55年後）に死去。研究への参加を拒否し、事故当時の医療記録を入手することもできなかった。                                      | [ 10 ]        |
| Marion Edward Cieslicki       | マウントレバノン(ペンシルベニア州) | 23   | 物理学者                         | 1965年（事故から19年後）に急性骨髄性白血病で死去。                                                                                          | [ 10 ]        |
| ドワイト・ヤング              | シカゴ                             | 54   | 写真家                           | 1975年（事故から29年後）に再生不良性貧血と細菌性心内膜炎で死亡。                                                                            | [ 10 ]        |
| レーマー・シュライバー        | マクミンビル(オレゴン州)           | 36   | 物理学者                         | 1998年（事故から52年後）に自然死、享年88歳                                                                                                  | [ 10 ] [ 18 ] |
| Theodore Perlman              | ルイジアナ州                       | 23   | エンジニア                       | 1978年時点では「生存しており、健康で元気である」とされていたが、1988年6月（事故から42年後）にカリフォルニア州リバモアで死亡したと思われる。 | [ 10 ]        |
| Private Patrick Joseph Cleary | ニューヨーク                       | 21   | 警備員                           | 朝鮮戦争でアメリカ陸軍第8騎兵連隊として戦っていた1950年9月3日（事故から4年後）に戦死した。                                                  | [ 10 ]        |

また、機械工のポール・ロングと身元不明の人物が、建物の別の場所（20～25フィート離れた場所）にいたが、治療を受けなかった。この事件以降、「ルーファス(Rufus)」と呼ばれていたコアは「デーモン・コア」(悪魔の核)と呼ばれるようになった。
また、実地型の臨界実験は中止され、生存者の一人であるシュライバーが考案した遠隔操作機とテレビカメラを使って、全員が4分の1マイル(約400m)離れた場所で実験を行うことになった。

## クロスロード作戦
デーモン・コアは当初、クロスロード作戦の実験で使用される予定だった。しかし、前述の2度の臨界事故が起きたため、放射能が減少するのを待ったうえで、期待される核分裂の性能を満たしているかを再評価しなければならなくなった。そこで、エイブル(Able)実験とベーカー(Baker)実験用に新たに2つのコアが用意され、デーモン・コアは3回目のチャーリー(Charlie)実験で使用される予定となった。ところが、2回目のベーカー実験で発生した想定外の放射能汚染によって目標の戦艦を移動させることができなくなってしまったため、3回目の実験は中止となってしまった。
そのため、このコアは後に溶かされて、ほかのコアを作るために再利用された。